# 都市：天际线II
《都市：天际线II》（中国大陆又译作）是一款于2023年推出的城市建造游戏，由Colossal Order开发，Paradox Interactive发行。作为2015年《城市：天际线》续作，本作在许多模拟要素上有所扩展，如模拟城市大小、人口规模，以及交通AI和经营体系改进。游戏已于2023年10月24日面向Windows发布，但原预计于2024年第四季或之後发布的PlayStation 5和Xbox Series X/S版本由于硬件限制，截止2025年8月仍处于推迟状态。媒体评论赞扬游戏内容，但同时批评本作性能需求過高和其他技术缺陷。

## 游戏系统
遊戲玩法與前作相同，《都市：天际线II》给予玩家一片虚拟土地创造城市。玩家可设置道路、分区、公用事业和城市服务，以此吸引居民和企业入驻。玩家可通过制定税率、法令等城市政策，影响城市的发展方式，同时从中获取收入以继续扩张城市。
玩家最初的建造空间只有九个地块区域，但可在达到里程碑后用城市资金购买更多区域扩张城市。与首作仅限建造九块区域，面积36 km2（14 sq mi）（可用用户模组修改至81块）和重制版25块（100 km2（39 sq mi））不同，《都市：天际线II》允许玩家建造至441块区域，相当于159 km2（61 sq mi）面积，意味着每块独立区域面积更小。
《都市：天际线II》可直接模拟的市民数量仅受限于玩家电脑或游戏机性能，不像首作限制在大约65,000位市民。游戏中包含的每张地图都有预设气候，影响天气活动。天气和城市人口活动均以年和昼夜为周期，游戏中每一昼夜相当于一个月的模拟时间。根据气候不同，冬季月份可能伴随降雪和其他寒冷环境影响，夏季月份可能引发大洪水和龙卷风。这些灾害影响可通过城市内额外的灾害响应设施和服务减轻。
《都市：天际线II》改进并扩展忠实玩家从首作了解到的强大城市建造机制，包括完全实现的交通运输和经济系统、增强的建造和定制选项，以及更高的模组修改能力。在规划住宅、商业和工业分区时，玩家有能力进行更多微调，包括拥有低收入住宅和商住混合用途等更多分区类型。标志建筑可在达到特定里程碑后解锁，影响所放置在的任何类型分区的地价和其他属性。与首作中只考虑距离不同，模拟市民决定交通出行路线的方法更加智能，考虑因素包括路线长度、成本、舒适度和主体偏好。和首作相比，警察、消防局等服务可指定至特定地区，改善响应时间。除公共安全服务、教育、垃圾处理外，《都市：天际线II》还增加电信、福利和殡葬管理服务。服务设施可在现有位置升级扩张，不必新建单独的服务建筑。客运和货运交通选项更加灵活，允许从其他虚拟城市进出口，此外《都市：天际线II》还有科技树，玩家可使用发展点数推进，以此解锁想要的交通运输选项，而非基于城市规模解锁特定交通运输选项。

## 开发
和前作一样，《都市：天际线II》仍採用Unity引擎開發。
《都市：天际线II》在2023年3月6日Paradox Announcement Show 2023的环节中披露。作为对游戏本体的补充，还有八个单独的可下载内容包已计划发布，包括Windows、Xbox和PlayStation在线分发应用的Ultimate Edition选项中的San Francisco套组、Beach Properties物件包、两个内容创作者包、Bridges & Ports扩展包和3个电台。
与首作不同，《都市：天际线II》原计划同时面向电脑和游戏机发行。2023年9月28日，Paradox Interactive宣布游戏机版本将不会如期于10月24日发售，发布已延期至2024年春季。同时宣布游戏机版预订将会关闭，所有预订订单会退款至买家。Colossal Order解释，延期发布是为了提升游戏机游玩质量，优化游戏机和Windows版本。与延期同时宣布的还有提高PC版游戏最低配置需求。在PC版发布前一周，Colossal Order补充道，游戏性能在发行时可能达不到预期，为此已计划一系列补丁加以改进。
2023年10月，Colossal Order表示，游戏和首作一样支持用户模组，不过模组只会在拥有跨平台支持的Paradox Mods模组库提供，不再经由首作游戏使用的Steam创意工坊。至少八个由受欢迎内容创作者开发的建筑风格包将通过Paradox Mods免费发布。发行商公告显示，模组支持不会在最初发布时向所有用户提供。
2024年3月, 發行Beach Properties DLC，但由於定價過高，內容貧乏，而且自發售日起半年仍然沒修復好自發售日以來發現的嚴重錯誤，DLC在Steam獲得4%好評的Steam史上最低評分，Colossal Order在接獲大量投訴及負評的情況下，最终在DLC發售後一個月，決定取消繼續發售DLC以避免繼續顯示評分及試圖挽回玩家信心。

## 評價
| 汇总媒体   | 得分        |
| ---------- | ----------- |
| Metacritic | (PC) 75/100 |

| 媒体           | 得分                |
| -------------- | ------------------- |
| Game Informer  | 7.5/10              |
| GamesRadar+    | [ 27 ]              |
| IGN            | 6/10 8/10（意大利） |
| PC Gamer美国   | 77%                 |
| PCGamesN       | 7/10                |
| Shacknews      | 8/10                |
| VideoGamer.com | 8/10                |
| GameStar       | 74%                 |
| PC Games德国   | 6/10                |

评论聚合网站Metacritic数据显示，《都市：天际线II》收获的媒体评价以“正面评论为主”。发行时，游戏在Steam上有超过100,000名玩家同时游玩。玩家对游戏的评价“褒贬不一”，大部分评论者批评游戏各种性能问题和显著缺陷。
IGN的Leana Hafer称，尽管新系统带来乐趣，游戏仍可凭借发行后的补充内容更上一层楼，表示“感觉像是在玩Beta版，或者非常早期的抢先体验游戏。”PCGamesN的Ed Smith描述了最初平和的游玩体验是如何让路于“极度沮丧与愤怒”的。他在自己的《都市：天际线II》评论中，给予游戏十分满分中的七分，总结称“一些个人化的东西在扩大的规模中丢失，性能问题破坏了美丽，但有朝一日，这款游戏可能会成为出色的城市建造游戏”。Smith比较《天际线II》与2013年《模拟城市》，称两款游戏都经历了相似的可玩性和性能问题。
游戏在游戏大奖2023获提名为“最佳模拟/策略游戏”。